# Prezydenci Ałtaju
Prezydent Ałtaju – jest głową autonomicznej republiki Ałtaju w ramach Federacji Rosyjskiej. Obecnym prezydentem od 2019 roku jest Oleg Khorokhordin.

## Chronologiczna lista

### Prezydent (1994-)
| Osoba | Osoba               | Osoba                         | Kadencja         | Kadencja            | Partia polityczna      |
| #     | Portret             | Imię i nazwisko               | Od               | Do                  | Partia polityczna      |
| ----- | ------------------- | ----------------------------- | ---------------- | ------------------- | ---------------------- |
| 1     |                     | Walerij Czaptynow (1945–1997) | 1 lutego 1994    | 30 stycznia 1997    | bezpartyjny            |
| 2     |                     | Wladiłen Wołkow (1939–)       | 30 stycznia 1997 | 13 stycznia 1998    | bezpartyjny            |
| 3     |                     | Siemion Zubakin (1964–)       | 13 stycznia 1998 | 19 stycznia 2002    | Sojusz Sił Prawicowych |
| 4     |                     | Michaił Łapszin (1934–2006)   | 19 stycznia 2002 | 26 stycznia 2006    | Agrarna Partia Rosji   |
| 5     |                     | Aleksandr Bierdnikow (1953–)  | 26 stycznia 2006 | 20 marca 2019       | Jedna Rosja            |
| –     |                     | Oleg Chorochordin (1972–)     | 20 marca 2019    | 1 października 2019 | bezpartyjny            |
| 6     | 1 października 2019 | Oleg Chorochordin (1972–)     |                  |                     | bezpartyjny            |